# Championnats d'Afrique de paratriathlon
Les championnats d'Afrique de paratriathlon se déroulent chaque année et sont soutenus par Africa Triathlon. Ils se disputent conjointement avec les championnats d'Afrique de triathlon. La compétition attribue les titres de champions et championnes d'Afrique de paratriathlon dans chaque catégorie.

## Palmarès
Ces tableaux présentent les noms des champions et championnes d'Afrique de paratriathlon dans chaque catégorie depuis 2009.
Les classes sont les suivantes :
- PTWC : handicap des membres inférieurs nécessitant l'usage d'un vélo à mains pour la partie cycliste et celui d’un fauteuil roulant d'athlétisme pour la course à pied.
- PTS2, PTS3, PTS4 et PTS5 : handicap de membre supérieur et/ou inférieur ou déficience fonctionnelle telle que la paralysie cérébrale ne nécessitant pas l'usage d’un vélo à mains ni de fauteuil roulant d'athlétisme. Appareils fonctionnels et prothèses autorisés pour le cyclisme et la course à pied.
- PTV1 : handicap visuel avec guide accompagnateur en course à pied et vélo tandem en cyclisme.

### Hommes
| Année | Lieu            | PTWC               | PTS2                  | PTS3               | PTS4               | PTS5               | PTV1             |
| ----- | --------------- | ------------------ | --------------------- | ------------------ | ------------------ | ------------------ | ---------------- |
| 2024  | Hurghada        | Fathi Zwoukhi H1   | -                     | -                  | -                  | Islam Abozied      | Ibrahim Hafez B3 |
| 2023  | Hurghada        | Fathi Zwoukhi H1   | -                     | Jeromius Rooi      | Mhlengi Gwala (en) | Islam Abozied      | Ibrahim Hafez B3 |
| 2022  | Agadir          | Fathi Zwoukhi H1   | -                     | -                  | Mohamed Sarhir     | Islam Abozied      | -                |
| 2021  | Charm el-Cheikh | Fathi Zwoukhi H1   | -                     | -                  | Mhlengi Gwala (en) | Islam Abozied      | David Jones B1   |
| 2019  | Shandrani       | Fathi Zwoukhi H1   | Wietsman Roets        | Charl Parkin       | Jaber Naghmouchi   | Mhlengi Gwala (en) | David Jones B1   |
| 2018  | Rabat           | -                  | Mohamed Islam Bouglia | Charl Parkin       | Jaber Naghmouchi   | Mohamed Sarhir     | David Jones B1   |
| 2017  | Hammamet        | Anton Swanepoel H2 | Mohamed Islam Bouglia | Sebastian Crawford | Stan Andrews       | Kean Dry           | David Jones B1   |

| Année | Lieu            | PT1                | PT2           | PT3            | PT4          | PT5            |
| ----- | --------------- | ------------------ | ------------- | -------------- | ------------ | -------------- |
| 2016  | Bloemfontein    | Anton Swanepoel H2 | Mohamed Lahna | Dylan Da Silva | Stan Andrews | David Jones B1 |
| 2015  | Charm el-Cheikh | Anton Swanepoel H2 | Mohamed Lahna | -              | Stan Andrews | David Jones B1 |
| 2014  | Buffalo City    | Anton Swanepoel H2 | Oswald Kydd   | Dylan Da Silva | Nico Nel     | -              |

| Année | Lieu   | TRI-1 | TRI-2       | TRI-3        | TRI-4 | TRI-5 | TRI-6 |
| ----- | ------ | ----- | ----------- | ------------ | ----- | ----- | ----- |
| 2013  | Agadir | -     | Oswald Kydd | Chris Wagner | -     | -     | -     |
| 2011  | Maputo | -     | Oswald Kydd | Chris Wagner | -     | -     | -     |
| 2009  | Maputo | -     | Oswald Kydd | -            | -     | -     | -     |

### Femmes
| Année | Lieu            | PTWC | PTS2       | PTS3        | PTS4        | PTS5 | PTV1                  |
| ----- | --------------- | ---- | ---------- | ----------- | ----------- | ---- | --------------------- |
| 2023  | Hurghada        | -    | -          | Kirsty Weir | -           | -    | -                     |
| 2022  | Agadir          | -    | -          | -           | Kirsty Weir | -    | Linsay Engelbrecht B3 |
| 2021  | Charm el-Cheikh | -    | -          | -           | -           | -    | Linsay Engelbrecht B3 |
| 2019  | Shandrani       | -    | Lesley Lee | -           | -           | -    | Cindy Jacobsz B3      |

| Année | Lieu            | PT1 | PT2 | PT3                  | PT4            | PT5 |
| ----- | --------------- | --- | --- | -------------------- | -------------- | --- |
| 2016  | Bloemfontein    | -   | -   | Saskia van den Ouden | -              | -   |
| 2015  | Charm el-Cheikh | -   | -   | -                    | Gaelyn Cokayne | -   |

## Autres épreuves

### Championnats d'Afrique de paratriathlon cross
Le Sud-Africain Oswald Kydd est sacré champion d'Afrique de paratriathlon cross dans la catégorie PT2 en 2014 à Buffelspoort en Afrique du Sud .

### Championnats d'Afrique de paraduathlon
Lors des championnats d'Afrique de duathlon 2013 à Potchefstroom en Afrique du Sud, le Sud-Africain Malcolm Pringle (en) est sacré champion d'Afrique de paraduathlon dans la catégorie TRI-2, la Sud-Africaine Sofie Moens remporte la catégorie TRI-3 et la Sud-Africaine Cindy Jacobsz (B3) remporte la catégorie TRI-6 .